# Gürtler Dénes
Gürtler Dénes, Gürtler Dénes Antal (Zsély, Nógrád vármegye, 1881. május 22. – Bart, Esztergom vármegye, 1944. december 31.) esperes-plébános, felvidéki magyar politikus, magyarországi országgyűlési képviselő.

## Élete
Iskoláit Körmöcbányán és Rozsnyón végezte, majd teológiát tanult az esztergomi szemináriumban, a budapesti tudományegyetemen pedig jogot hallgatott, mely tanulmányai végén a kánonjog doktorává avatták. 1904. június 25-én szentelték pappá, ami után Karancsságon és Dorogon káplán, egy ideig Budapesten hitoktató, majd 1907-től Garamszentbenedeken újra káplán lett. Plébánosként először 1910-tól a Hont vármegyei Magasmajtényban teljesített szolgálatot, utána 25 éven át Ipolynyéken.
Már az első világháború előtt részt vett a politikai életben is, mint a néppárt híve, többször volt képviselőjelölt, illetve tagja lett Hont vármegye törvényhatósági bizottságának. Trianon után Csehszlovákiában maradt, ennek következtében viszont a csehszlovák hatóságok, a politikai magatartása miatt, mint ellenforradalmárt, bebörtönözték. Később két cikluson át a korponai járási bizottság tagja volt a magyar pártok képviseletében, 1936-tól pedig az első bécsi döntésig a csehszlovák nemzetgyűlés képviselője lett.
A Felvidék délebbi részeinek Magyarországhoz való visszacsatolása után, 1938-ban átvette az Esztergom vármegyei Bart plébániáját, illetve már 1938-ban bekerült a magyarországi országgyűlésbe is, mint meghívott felvidéki képviselő. Mandátumát az 1939. évi általános választások után is megtarthatta, mint az Egyesült Felvidéki Magyar Párt meghívottja. 1942-ben a magyar kormány főtanácsosi címét kapta meg. 1944. december 31-én, a szovjet csapatok bevonulása előtt, a megtorlástól való félelmében méreggel véget vetett életének; a barti temetőben helyezték örök nyugalomra.